# Campionato francese di rugby a 15 1963-1964
Il Campionato francese di rugby a 15 1963-1964 fu disputato da 56 squadre divise in 7 gironi di 8 squadre. Le prime 4 di ogni poule e le due migliori quinte, per un totale di 32, sono qualificate per la fase ad eliminazione diretta.
La Section paloise ha conquistato il suo terzo titolo superando il AS Béziers . per il club di Pau è il ritorno al successo dal 1946.

## Fase di qualificazione
In grassetto le qualificate al turno successivo
| - US Cognac - CA Lannemezan - USA Limoges - US Marmande - SC Mazamet - Stade bordelais UC - Stade montois - SC Tulle    | - SC Angoulême - FC Auch - Biarritz olympique - Castres olympique - US Dax - Figeac - SC Graulhet - US Montauban                       | - SU Agen - Stade dijonnais - Foix - FC Lourdes - Section paloise - Saint-Girons SC - RC Toulon - CS Vienne                       |
| - Stade aurillacois - CA Brive - US Carmaux - FC Grenoble - CO Le Creusot - Lyon OU - US Romans - RC Vichy              | - AS Béziers - RC Narbonne - CA Périgueux - USA Perpignan - Paris université club - SA Saint-Severe - Stadoceste tarbais - Tyrosse RCS | - Aviron bayonnais - CA Bègles - Cahors - La Voulte sportif - FC Saint-Claude - Saint-Junien - Stade rochelais - Stade toulousain |
| - SC Albi - RC Chalon - SO Chambéry - Langon - AS Montferrand - Racing club de France - Toulouse olympique RC - Valence | | |

## Sedicesimi di finale
In grassetto le qualificate
| Squadra 1             | Squadra 2         | Risultato |
| --------------------- | ----------------- | --------- |
| Section paloise       | CA Brive          | 9-6       |
| RC Chalon             | SC Mazamet        | 3-0       |
| Aviron bayonnais      | US Montauban      | 8-6       |
| Racing club de France | Castres olympique | 5-0       |
| RC Narbonne           | FC Grenoble       | 11-3      |
| Stade montois         | CA Lannemezan     | 5-0       |
| AS Montferrand        | La Voulte sportif | 5-3       |
| US Cognac             | RC Toulon         | 3-0       |
| AS Béziers            | SA Saint-Severe   | 17-6      |
| Stade aurillacois     | Valence           | 9-6       |
| US Dax                | Stade rochelais   | 14-0      |
| SC Graulhet           | CA Bègles         | 11-9      |
| Stadoceste tarbais    | CS Vienne         | 11-0      |
| SC Tulle              | US Romans         | 6-0       |
| SU Agen               | SC Angoulême      | 8-6       |
| FC Lourdes            | Cahors            | 13-5      |

Curiosità: il Brive, che era stato il miglior classificato nella fase preliminare, viene eliminato dal Pau che era la squadra peggio classificata e che vincerà il titolo.

## Ottavi di finale
In grassetto le qualificate
| Squadra 1          | Squadra 2             | Risultato |
| ------------------ | --------------------- | --------- |
| Section paloise    | RC Chalon             | 3-0       |
| Aviron bayonnais   | Racing club de France | 3-3       |
| RC Narbonne        | Stade montois         | 13-6      |
| AS Montferrand     | US Cognac             | 16-6      |
| AS Béziers         | Stade aurillacois     | 17-6      |
| US Dax             | SC Graulhet           | 5-0       |
| Stadoceste tarbais | SC Tulle              | 12-6      |
| SU Agen            | FC Lourdes            | 19-8      |

## Quarti di finale
In grassetto le qualificate
| Squadra 1          | Squadra 2        | Risultato |
| ------------------ | ---------------- | --------- |
| Section paloise    | Aviron bayonnais | 11-6      |
| RC Narbonne        | AS Montferrand   | 11-0      |
| AS Béziers         | US Dax           | 8-3       |
| Stadoceste tarbais | SU Agen          | 6-0       |

## Semifinali
In grassetto le qualificate
| Squadra 1       | Squadra 2          | Risultato |
| --------------- | ------------------ | --------- |
| Section paloise | RC Narbonne        | 8-3       |
| AS Béziers      | Stadoceste tarbais | 3-0       |

## Finale
| Arbitro: | Robert Calmet |

| |            | |
| mete: Capdouze 2 trasf. Toyos c.p. Toyos Capdouze | Marcatori  | |
| Eugène Ruiz, André Abadie, Marc Etcheverry, Jean-Baptiste Doumecq, Jean-Pierre Saux, Bernard Vignette, Henri Cazabat, François Moncla, Jacques Dulucq, Jean Capdouze, Jacques Clavé, Jean Piqué, Christian Rouch, Roger Lhande, Robert Toyos | Formazioni | Paul Ribot, Emile Bolzan, Claude Malet, Claude Vidal, Louis Gagnière, Gérard Bonneric, Roger Gensane, Jean Salas, Pierre Danos, Michel Bernatas, Roger Bousquet, Jean Barrière, Jacques Fratangelle, Clément Grau, Paul Dedieu |